# Ngebedel
Ngebedel (auch: Gabodel, Gaboderu) ist eine unbewohnte Insel von Palau.

## Geographie
Ngebedel ist eine Insel im Bereich der UNESCO-Welterbestätte Südliche Lagune der Rock Islands, (Chelbacheb-Inseln). Sie gehört zu den Ngeruktabel Islands und bildet den nördlichsten Rand der zerklüfteten Inselgruppe um die Hauptinsel Ngeruktabel. Die Insel besteht selbst aus drei Landzungen, die um zwei tiefe Buchten angeordnet sind.